# Vojislav Despotov
Vojislav Despotov, cyr. Војислав Деспотов (ur. 3 listopada 1950 w Zrenjaninie, zm. 19 stycznia 2000 w Belgradzie) – serbski poeta i pisarz.

## Życiorys
Studiował na wydziale filologicznym Uniwersytetu w Belgradzie i w Nowym Sadzie. Po studiach pracował w Radiu Nowy Sad, gdzie przygotowywał programy literackie. Współtworzył neoawangardową grupę Zrenjanin, która zajmowała się poezją wizualną i sztuką konceptualną. Był twórcą pierwszego w historii Jugosławii prywatnego czasopisma literackiego HEY JOE. 

## Twórczość
Dorobek twórczy Petkovicia obejmuje cztery powieści i osiem tomów poezji. Despotov był także tłumaczem literatury angielskiej, niemieckiej i słoweńskiej - przełożył na język serbski m.in. dzieła Hermanna Hessego, Bertolta Brechta i Jacka Kerouaca.

## Publikacje

### Powieści
- 1988: Мртво мишљење
- 1990: Петровградска прашина
- 1997: Јесен сваког Дрвета
- 1998: Европа број 2

### Poezja
- 1972: Прво тј. Песмина Слика Речи
- 1977: Тренинг поезије
- 1979: Перач сапуна
- 1986: Пада дубок снег
- 1989: Прљави снови
- 1990: Весели пакао европоезије
- 1992: Деспотов-воларич
- 1994: Десет дека душе

### Eseje
- 1985: Врућ пас
- 1991: Неочекиван човек

## Tłumaczenia na język polski
- 2002: Europa numer dwa, tł. Milan Duškov, Toruń 2002.
- 2003: Oto dlaczego lubię śmierć, tł. Bogusław Zieliński, Tygiel Kultury 2003/7-9, s. 59.